# Canadian Division (NHL)
Die Canadian Division war neben der American Division eine von zwei Divisions in der nordamerikanischen Eishockey-Profiliga NHL.
Mit der Expansion der Liga im Jahr 1926 wurde beschlossen, die NHL in zwei Divisionen zu teilen, nach der Saison 1937/38 wurde die Liga wieder eingleisig ausgetragen. In der Canadian Division spielten in der Zeit der Teilung alle kanadischstämmigen Franchises, während in der American Division alle US-amerikanischen Teams beheimatet waren.

## Teams
| 1926                | 1927            | 1928            | 1929            | 1930            | 1931            | 1932 | 1933 | 1934 | 1935 | 1936 | 1937 | 1938 |
| ------------------- | --------------- | --------------- | --------------- | --------------- | --------------- | ---- | ---- | ---- | ---- | ---- | ---- | ---- |
| Montréal Canadiens  |                 |                 |                 |                 |                 |      |      |      |      |      |      |      |
| Montreal Maroons    |                 |                 |                 |                 |                 |      |      |      |      |      |      |      |
| New York Americans  |                 |                 |                 |                 |                 |      |      |      |      |      |      |      |
| Ottawa Senators     | Ottawa Senators | Ottawa Senators | Ottawa Senators | Ottawa Senators | Ottawa Senators |      |      |      | SL1  |      |      |      |
| Toronto Maple Leafs |                 |                 |                 |                 |                 |      |      |      |      |      |      |      |

1 St. Louis Eagles

## Meister
- 1927 – Ottawa Senators
- 1928 – Montréal Canadiens
- 1929 – Montréal Canadiens
- 1930 – Montréal Maroons
- 1931 – Montréal Canadiens
- 1932 – Montréal Canadiens
- 1933 – Toronto Maple Leafs
- 1934 – Toronto Maple Leafs
- 1935 – Toronto Maple Leafs
- 1936 – Montréal Maroons
- 1937 – Montréal Canadiens
- 1938 – Toronto Maple Leafs

Eastern Conference

Atlantic Division |
Metropolitan Division
Western Conference

Central Division |
Pacific Division
Ehemalige Conferences:
Campbell Conference |
Prince of Wales Conference
Ehemalige Divisions:
Adams Division |
American Division |
Canadian Division |
Eastern Division |
Norris Division |
Northeast Division |
Northwest Division |
Patrick Division |
Smythe Division |
Southeast Division |
Western Division